# Canterbury n° 2 - Nuove storie d'amore del '300
Canterbury n° 2 - Nuove storie d'amore del '300 è un film del 1973 diretto da Roberto Loyola con lo pseudonimo John Shadow.

## Trama
Lo scrittore Chaucer, scortato dal cavaliere Quick, si ritrova in una locanda assieme a pellegrini diretti a Canterbury. Il maltempo impedisce la partenza, così i commensali s'intrattengono raccontando delle novelle.